# Abdul Jamal Shah di Pahang
Paduka Sri Sultan 'Abdu'l Jamal Shah Ibni al-Marhum Sultan Zainal Abidin-Shah (... – 1590) è stato sultano di Pahang dal 1560 al 1590 con il fratellastro Abdul Kadir Alauddin Shah.

## Biografia
Conosciuto come Raja Jamal prima della sua ascesa al trono, era il figlio maggiore del settimo sultano di Pahang Zainal Abidin Shah e di Raja Putri Dewi, figlia di Mahmud Shah di Malacca. Si sposò ed ebbe due figlie. Regnò assieme al fratellastro dal 1560 al 1590, anno in cui furono entrambi assassinati.